# Sapa-Sapa
Sapa-Sapa (Bayan ng Sapa-Sapa) är en kommun i Filippinerna. Kommunen ligger på ön Suluöarna, och tillhör provinsen Tawi-Tawi. Folkmängden uppgår till 26 242 invånare.

## Barangayer
Sapa-Sapa är indela i 23 barangayer.
| - Malanta Datu Saltan - Lookan Banaran - Tonggusong Banaran - Butun - Dalo-dalo - Palate Gadjaminah - Kohec - Latuan (Sunsang) - Lakit-lakit - Tangngah (Laum Sikubong) - Tambunan Likud Sikubong - Baldatal islam | - Mantabuan Tambunan - Sapa-sapa (Pob.) - Tapian Bohe North - Look Natuh - Lookan Latuan - Nunuk Likud Sikubong - Pamasan - Sapaat - Sukah-sukah - Tapian Bohe South - Tup-tup Banaran |